# ジョン・ラルストン・ソウル

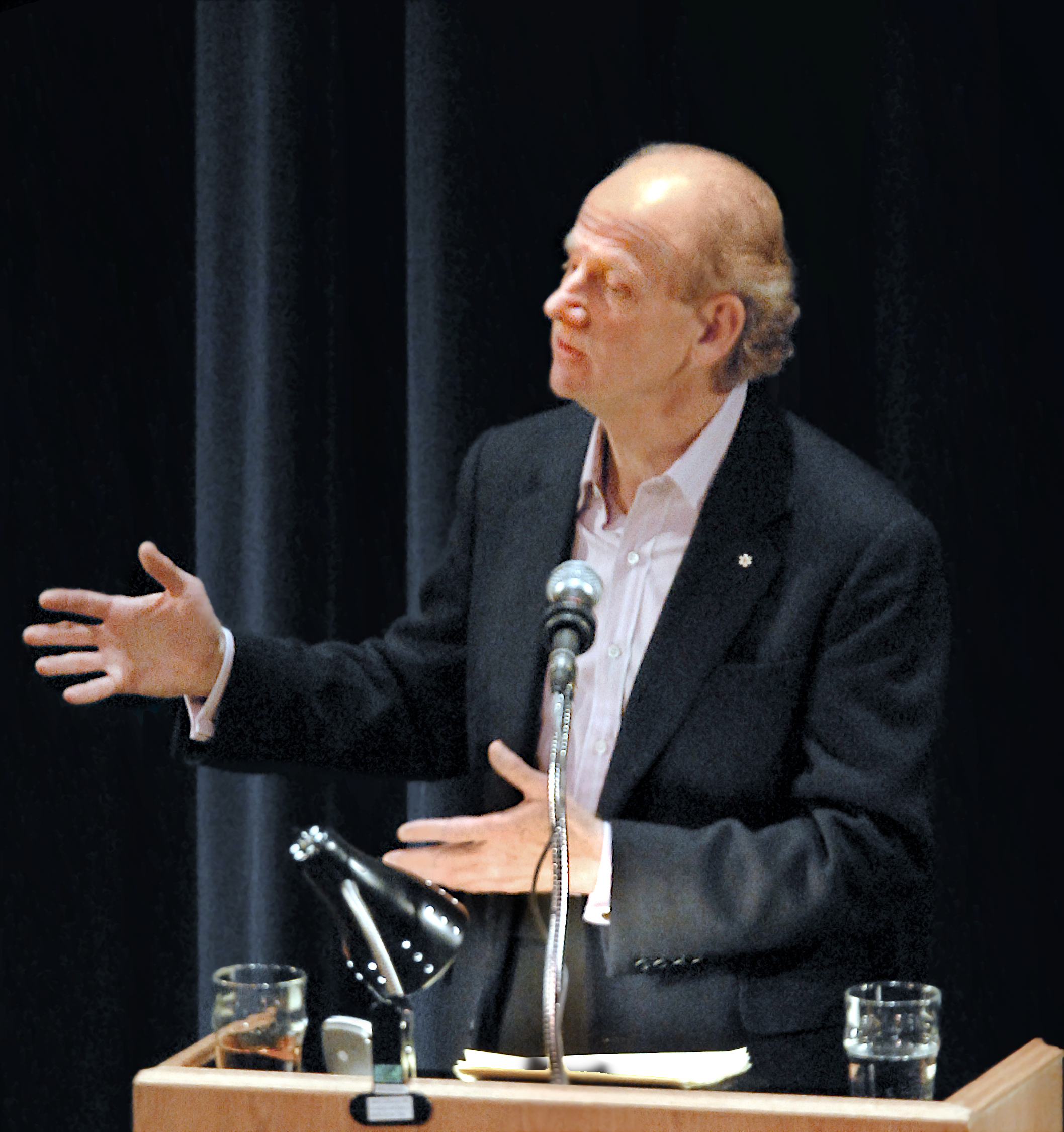
ジョン・ラルストン・ソール

ジョン・ラルストン・ソール（John Ralston Saul, CC, 1947年6月19日 - ）は、カナダ人作家、エッセイストであり、国際ペンクラブの会長を務める。
エッセイストとして、ソールは特に、個人主義、市民権や公共の利益の本質、管理者あるいはより正確に言うとテクノクラートが主導する社会の失敗、リーダーシップと管理主義の混同、軍事戦略、とくに不正規軍による戦い、言論の自由と文化の役割に関する評論や、現代の経済議論批評で知られる。

## 経歴
ソールは、カナダのオタワに生まれ、モントリオールのマギル大学（McGill University）と、イギリスのキングス・カレッジ・ロンドン（King's College London）で学んだ。同カレッジでは、シャルル・ド・ゴール政権下でのフランスの近代化についての論文を執筆し、1972年に博士号を取得した。国営石油会社であるペトロ・カナダ（Petro-Canada）の設立を、1976年に初代会長モーリス F・ストロングの補佐として助けた後、1977年に処女作である小説『The Birds of Prey』を出版した。1970年代末から1980年代にかけて、ゲリラ軍と頻繁に旅をし、北アフリカと東南アジアでかなりを過ごした。この時代に、小説『The Field Trilogy』を出版。この北西アフリカと東南アジアで過ごした長い間に、そこでの作家仲間たちが政府から表現の自由を抑圧されているのを目のあたりにし、国際ペンクラブ（International PEN）の働きに関心を持つようになった。2009年、国際ペンの会長に選ばれたが、北米から会長に就任したのは、1921年の設立以来、アーサー・ミラーに次いで、二人目となった。 

### 小説家として
ド･ゴール治下のフランスを背景とする政治小説『The Birds of Prey』は、国際的なベストセラーとなった。その後、『The Field Trilogy』を出版し、現代の権力の危機、そして権力と個人の衝突を扱った。同書には、『Baraka or The Lives, Fortunes and Sacred Honor of Anthony Smith』『The Next Best Thing』と『The Paradise Eater』 （『パラダイス・イーター』）が含まれており、『パラダイス・イーター』はイタリアの由緒ある国際文学賞（Premio Letterario Internazionale）を受賞した。『De Si Bons Americains』は、ピカレスク小説（picaresque novel）で、現代の成金アメリカ人の生活を題材とした。

### エッセイストとして

#### Voltaire's Bastards（『官僚国家の崩壊』）, The Doubter's Companion and The Unconscious Civilization
ソールの哲学的随筆活動は、ベストセラーとなったVoltaire's Bastards: The Dictatorship of Reason in the West （『官僚国家の崩壊』）、論駁的な哲学辞典The Doubter's Companion: A Dictionary of Aggressive Common Sense, さらにマシー・レクチャーズ（Massey Lectures）での1995年の講演を基に執筆されたThe Unconscious Civilizationの三部作で始まった。The Unconscious Civilizationは、 1996年カナダ総督賞（Governor General's Award）のノンフィクション賞を受賞した。
これらの作品は、人間の他の特質に比べ不均衡に重要視されている理性（reason）の独裁、それが特に、権力のための権力を追求することに報いる方向性のない国家において、いかに目的かまわず使われているかを扱っている。ソールは、これが真実として奨励されるイデオロギーのような思想を歪めることになると論ずる。合理的ではあるが、非民主主義的なコーポラティズム（corporatism）の構造、つまり、小グループの信奉、そしてそれが引き起こす危害を実質的に理解することを封じるための言語や専門知識の使用、さらにわれわれの社会が他に何をやりかねないかを論ずる。社会の役割を尊重しない個人主義の高まりは、かつて期待されたように、個人の自立や自己決定を高めるかわりに、孤立や疎外を生み出してしまったと言う。共通の利益を達成するために、理性が、常識、倫理観、直感、創造性、記憶などの人間の他の精神的能力と均衡のとれた、より人間主義的な理想の追求を呼びかける。拘束されない言葉や実践的な民主主義の重要性を説く。これらの書では、責任ある個人主義の概念を紹介した。

#### Reflections of a Siamese Twin
ソールは、これらのテーマを、『Reflections of a Siamese Twin』の中で、カナダやその歴史・文化に関連付け拡大した。同書では、カナダが「ソフト」な国であるという概念が生み出された。これは、カナダが弱いというのではなく、頑固で一枚岩のアイデンティティを持つ国々に対して、柔軟で複雑なアイデンティティを持っているという意味だ。
カナダの複雑な国家アイデンティティは、先住民（First Peoples）、仏語系（francophone）、英語系（anglophones）というカナダを構成する三つの民族の「三角関係の現実」で出来上がっていると論ずる。これらカナダの民族が、あからさまな対立の道を行くのではなく、お互いに妥協する意思を持っていることを強調する。同じ調子で、ケベック州の独立推進派（Quebec separatist）モントリオール・スクール（Montreal School ）がカナダの歴史における対立を強調しすぎていると批判し、またカナダのオレンジ結社（Orange Order、北アイルランドのプロテスタント組織）や1800年代のアッパー・カナダ（現カナダ・オンタリオ州）の改革派クリア・グリッツ（Clear Grits）が伝統的に「カナダ人らしさ」や「忠誠心」を明白に定義しようとしてきたことを批判する。

#### On Equilibrium
ソールの次の著書『On Equilibrium』（2001年）は、事実上、自身の哲学三部作にたいする最後の命題となっている。常識、倫理感、想像力、直感、記憶、そして理性を全ての人間に共通する6つの特質であるとする。これらの内なる力が、いかにお互いの均衡を保つために使われうるか、均衡が失われたとき、たとえば「理性の独裁」が起こったときに何が起こるかについて説いている。

#### The Collapse of Globalism
雑誌『ハーパーズ（Harper's）』へ寄稿し、同誌の2004年3月号で発表された『The Collapse of Globalism and the Rebirth of Nationalism』（『グローバリズムの崩壊とナショナリズムの復活』）の中でソールは、グローバリスト（globalist）のイデオロギーは、それへの対抗運動によって攻撃されていると言う。この議論をソールは『The Collapse of Globalism and the Reinvention of the World』 (2005)（『グローバリズムの崩壊と世界の改変』）で再考し、発展させた。グローバリゼーションは、決して不可避な力ではないが、すでに矛盾する断片へと崩壊し始めており、国民は建設的な形と破壊的な形の両方で、自国の利益を再び主張し始めたと論じる。ソールが予測した経済破綻が起こった後、2009年に『The Collapse of Globalism』は、現在の経済危機について語るエピローグを加えて再発行された。

#### A Fair Country
『Fair Country』 (2008) は、ソールがカナダについて執筆した二つ目の大作で、4つの章に分かれている。
「メティス文明（A Métis Civilization）」
この章では、ソールがReflections of a Siamese Twinの中で行った「カナダの三角関係の現実（triangular reality of Canada）」を取り上げている。ハロルド・イニス（Harold Innis）やジェラルド・フリーセン（Gerald Friesen）などの学者の研究を活用し、現代のカナダは、先住民の考え方や、1600年以来250年以上もの間カナダに移民してきた仏語系、英語系民族の経験に深く影響を受け、形作られたと論じる。その250年以上もの間、先住民は、カナダでの支配的な力、あるいは同等なパートナーであったと言う。先住民は、急速に「カムバック」してきており、非先住民カナダ人が自分自身を理解するためには、先住民が根本的に与えてきた影響を認識しなければならないと言う。
『平和、公平、よい政府（Peace, Fairness, and Good Government）』
この章では、1867年カナダ憲法（Canadian Constitution）に記されその試金石となった「平和、秩序、よい政府（peace, order, and good government）」の代わりに、それ以前のカナダの公文書で支配的であった言いまわしは、「平和、福祉、よい政府」であったと論じる。「秩序」に重きを置くというのは、真にカナダの成り立ち表すものではないと言う。
『去勢された者（The Castrati）』
この章は、ソールのテクノクラート的、官僚的体制へのより一般的な批評を表している。現在のカナダのエリートは、「憂慮すべき凡庸性」を映し出す像となっているが、過去においていつもそうであったとは限らないと示唆する。
『意図的な文明（An Intentional Civilization）』
ソールは、この最終章で、カナダは固有の数々の歴史的な出来事への独特な反応としてできあがった国であることを理解することへ立ち戻るべきだと説く。

## 講演者として
1995年のマシー・レクチャーの講演者として選ばれたことに加え、ソールは、その他数々の著名なレクチャーで講演を行ってきた。1994年には、ハロルド・イニス・レクチャーで、2000年には、初開催のラフォンテーン・ボールドウィン・レクチャーで講演をした。2004年2月4日には、カナダ・オンタリオ州キングストン市にあるカナダ王立軍事大学（Royal Military College of Canada）で開催されたJ.D.ヤング記念レクチャーにおいて、A New Era Of Irregular Warfare?（「不正規軍による戦いの新しい時代？」）という講演を行った。2005年には、オーストラリア・ブリスベーンの2005年IDEASレクチャーで、 2007年には、ポーランド・クラクフのCaptive Mindレクチャーで、2008年には、バルバドスで開催された第33回 サー・ウインストン・スコット記念レクチャーで講演した。また、2009年2月3日には、モントリオールのマギル大学法学部のマギル法学ジャーナル年次レクチャーで講演を行った。

## 活動
ジョン・ラルストン・ソールは、新しくカナダ人となった市民が活発な市民になるよう奨励するカナダ市民権協会（Institute for Canadian Citizenship）の共同会長を務める。国際ペン（International PEN）のカナダセンターのメンバーであり、同センターの会長も務めた。また、英仏二ヶ国語の教育を奨励するFrench for the Future の創設者であり、名誉会長でもある。 LaFontaine-Baldwin Symposiumレクチャーシリーズの諮問委員会の委員長、障害者とのつながりを持つ最先端組織Planned Lifetime Advocacy Network (PLAN)の後援者でもある。1999年、カナダ勲章（Order of Canada）を受勲し、1996年にはフランスの芸術文化勲章（Ordre des Arts et des Lettres）のシュヴァリエ（Chevalier）を受勲した。マギル大学（McGill University）、オタワ大学（University of Ottawa）、さらにはロシアのサンクトペテルブルクのヘルツェン大学（Herzen University）などから、14の名誉学位を授与されている。1999年から2006年、妻のエイドリアン・クラークソン（Adrienne Clarkson）がカナダの総督（Governor-General）を務めたときには、カナダ総督配偶者として、多くの時間を表現の自由、貧困、公教育、バイリンガリズムに捧げた。

## 国際
ソールは、2009年10月にリンツで開催された年次大会で、国際ペン会長に3年の任期で選任された。会長選に向けて、より弱小な絶滅の危機に瀕した言語や文化に注意を払う必要性を訴え、言語の喪失は、究極的な表現の自由の排除であると論じた。特に、絶滅の危機に瀕した先住民言語を重要視した。世界102カ国に144のセンターを持つペンの組織をさらに分権化することを訴えた。文学と表現の自由は同一のものであり、どちらか一方が欠ければどちらも存在しえないと議論する。チュニジアでの表現の自由の喪失について欧州議会の人権委員会で証言を行い、亡命難民について欧州理事会で語った。亡命中の作家についてのエッセイを出版し、すでに数ヶ国語に翻訳されている。

## 作品

### フィクション
- The Birds of Prey (1977年)
- Baraka (1983年)
- The Next Best Thing (1986年)
  - 『追う男』（木下哲夫訳、徳間文庫、1995年）
- The Paradise Eater (1988年)
  - 『パラダイス・イーター』（北村太郎訳、徳間文庫、1992年）
- De si bons Américains (1994年)

### ノンフィクション
- Voltaire's Bastards: The Dictatorship of Reason in the West (1992年)
  - 『官僚国家の崩壊』（鈴木主税訳、ベネッセコーポレーション、1997年）
- The Doubter's Companion: A Dictionary of Aggressive Common Sense (1994年)
- The Unconscious Civilization (1995年)
- Le Citoyen dans un cul-de-sac?: Anatomie d'une société en crise (1996年)
- Reflections of a Siamese Twin: Canada at the End of the Twentieth Century (1997年)
- On Equilibrium: Six Qualities of the New Humanism (2001年)
- The John W. Holmes Memorial Lecture (2004年)
- The Collapse of Globalism and the Reinvention of the World (2005年)
- Joseph Howe and the Battle for Freedom of Speech (2006年)
- A Fair Country: Telling Truths About Canada (2008年)

## 栄典・受賞
- The Paradise Eater (1990年) （『パラダイス・イーター』）でイタリアの国際文学賞（Premio Letterario Internazionale）受賞
- フランスの芸術文化勲章（Chevalier des Arts et des Lettres de France ）(1996年)
- The Unconscious Civilization (1996年)でGordon Montador賞受賞
- The Unconscious Civilization (1996年)でカナダ総督賞ノンフィクション賞を受賞
- Reflections of a Siamese Twin (1998年)でGordon Montador賞受賞
- カナダ勲章コンパニオンの受勲（Companion of the Order of Canada） (1999年)
- エリザベス2世即位50周年メダル（Queen Elizabeth II Golden Jubilee Medal ）(2002年)
- Pablo Neruda International Presidential Medal of Honour (2004年)
- 万海賞文学賞（Manhae Grand Prize for Literature） (2010年)

## 引用文献
1. ↑  Friesen, Gerald. Citizens and Nation: An Essay on History, Communication, and Canada. Toronto: University of Toronto Press, 2000.
2. ↑  Saul, John Ralston. A Fair Country: Telling Truths About Canada. Toronto: Viking, 2008 : 174
3. ↑  His Excellency John Ralston Saul J.D. Young Memorial Lecture “A New Era Of Irregular Warfare?” Lecture Delivered To Faculty And Cadets Royal Military College Kingston, Ontario Archived 2009年2月26日, at Archive-It
4. ↑  The McGill Law Journal Annual Lecture